# Pratt & Whitney Canada PW600
Le turboréacteur PW600 est construit par Pratt & Whitney Canada.
Il est utilisé pour les jets d'affaires très légers (very light jet).

## Variantes
Il existe trois séries de cette gamme de moteurs fournissant une poussée de 4,2 kN (950 lbf) à 7,9 kN (1 780 lbf).
- PW610F-A
  - Eclipse 500
  - Eclipse 550
- PW615F-A
  - Cessna Citation Mustang
  - Eclipse 400
- PW617F-E
  - Embraer Phenom 100
  - Embraer Phenom 100EV[1] (PW617F1-E)